# Trachelas panamanus
Espèce
Trachelas panamanus est une espèce d'araignées aranéomorphes de la famille des Trachelidae.

## Distribution
Cette espèce est endémique du Panama.

## Description
Les mâles mesurent 6,21 mm en moyenne et les femelles 6,90 mm.

## Étymologie
Son nom d'espèce lui a été donné en référence au lieu de sa découverte, le Panama.

## Publication originale
- Chickering, 1937 : The Clubionidae of Barro Colorado Island, Panama. Transactions of the American Microscopical Society, vol. 56, no 1, p. 1-57.